# Тимощенко, Александр Григорьевич
Александр Григорьевич Тимо́щенко (3 июля 1903 — 11 апреля 1974) — советский военачальник, участник Великой Отечественной войны, командующий артиллерией 28-го гвардейского стрелкового корпуса 8-й гвардейской армии 1-го Белорусского фронта, гвардии полковник. Герой Советского Союза.

## Биография
Родился 3 июля 1903 в станице Каменская Области Войска Донского (ныне город Каменск Шахтинский Ростовской области), в семье рабочего. Русский.
В 1917 окончил начальное училище в родном городе, в 1917–1918 работал горнорабочим на местном руднике. 
В Красной Армии с 1918. Участник Гражданской войны, в 1920 был ранен. Член РКП(б) с 1924. 
В 1921–1925 – курсант Одесской артиллерийской школы береговой артиллерии, в 1925–1932 – командир взвода и начальник разведки 38-й отдельной артбригады в г. Кушке (Туркмения). В 1932–1939 служил в Хабаровске командиром артдивизиона 16-го пограничного полка и начальником Управления погранвойск Народного комиссариата внутренних дел Дальневосточного края. С 1938 по 1939 – слушатель Артиллерийских курсов усовершенствования командного состава Красной Армии в г. Пушкине Ленинградской области.  
С 1939 по 1948 г. находился на командных должностях в Красной Армии: начальник артиллерии Отдельной (1-й) Мотострелковой Ордена Ленина дивизии Особого Назначения НКВД СССР им. Ф.Э. Дзержинского, начальник артиллерийского Управления внутренних войск НКВД Украинского округа, командующий артиллерией 28-го гвардейского стрелкового корпуса 8-й гвардейской армии 1-го Белорусского фронта, гвардии полковник.  
На фронтах Великой Отечественной войны с июня 1941 года. С августа 1943 – командующий артиллерией 394-й стрелковой дивизии. Участник операции «Багратион». 
Командующий артиллерией 28-го гвардейского стрелкового корпуса гвардии полковник А. Г. Тимощенко в августе 1944 года в боях за захват и удержание магнушевского плацдарма на левом берегу реки Вислы, умело наращивая ударную мощь артиллерии корпуса на направлении главного удара, обеспечил надёжное подавление огневой системы противника.

### Подвиг
Полковник Тимощенко, выполняя приказ форсировать реку Висла и закрепившись на вражеском берегу, удерживал плацдарм до подхода основных сил. Ему удалось, использовав внезапность, отбить у врага прибрежную линию и углубиться на несколько километров в его боевые порядки. На протяжении шести дней велись непрекращающиеся ожесточённые бои. На седьмой день войска вермахта, сосредоточив на данном участке бронетанковый кулак, предприняли генеральный штурм. По данным разведки на советские части надвигалось около 150 бронемашин. Тимощенко приказал пропустить врага в центр плацдарма, а потом атаковать его с флангов. Когда враг, прорвавшись, устремился вглубь нашей обороны, советские части начали с флангов расстреливать вражеские танки. Под шквальным неожиданным огнём немцы не продержались и часа. Отступив с поля боя, они оставили там 80 сожженных танков.
14 января 1945 года корпус прорвал долговременную оборону противника на всю её тактическую глубину.

### После войны
После войны продолжал службу в армии. В 1949–1953 годах являлся старшим советником по артиллерии при командующем артиллерией Болгарской армии в г. Софии.
В 1953–1959 годах командовал артиллерией 14-го и 27-го гвардейских корпусов Киевского военного округа.
В феврале 1959 комиссован на пенсию в звании полковника.
Жил в Москве в Жилом доме у Покровских ворот ул. Чернышевского д.20/1 ( современный адрес - ул. Покровка д.20/1 стр.1). С февраля 1963 по апрель 1974 года работал заведующим лабораторией кафедры М4 МВТУ им. Н.Э. Баумана.
Умер 11 апреля 1974 года. Похоронен на Введенском кладбище (участок 29).

## Награды и звания
- Герой Советского Союза (Указ Президиума Верховного Совета СССР от 31 мая 1945 года):
  - орден Ленина,
  - медаль «Золотая Звезда» № 6488;
- орден Ленина;
- орден Красного Знамени (приказ Военного совета 3-го Украинского фронта № 1475 от 24 декабря 1943 года);
- орден Красного Знамени (приказ Военного совета 1-го Белорусского фронта № 165/н от 8 августа 1944 года);
- орден Красного Знамени;
- орден Красного Знамени;
- орден Красного Знамени;
- орден Суворова II степени (Указ Президиума Верховного Совета СССР от 31 мая 1945 года);
- орден Кутузова II степени (Указ Президиума Верховного Совета СССР от 18 ноября 1944 года);
- Орден Красной Звезды (приказ Военного Совета Юго-Западного фронта № 391 от 29 марта 1943 года);
- Орден Красной Звезды;
- юбилейная медаль «XX лет Рабоче-Крестьянской Красной Армии» (указ Президиума Верховного Совета СССР от 24 января 1938 года);
- другие медали СССР.

## Память
- В Каменске-Шахтинском имя Тимощенко носил пионерский отряд школы № 11; в городском Парке Победы ему установлена мемориальная доска.
- Именем Героя названа улица в городе Одессе.
- На здании артиллерийского училища в Одессе установлена памятная доска.